# Nanauta
Nanauta (o Phuta Shahr) è una suddivisione dell'India, classificata come nagar panchayat, di 9.956 abitanti, situata nel distretto di Saharanpur, nello stato federato dell'Uttar Pradesh. In base al numero di abitanti la città rientra nella classe V (da 5.000 a 9.999 persone).

## Geografia fisica
La città è situata a 29° 42' 45 N e 77° 24' 57 E e ha un'altitudine di 254 m s.l.m..

## Società

### Evoluzione demografica
Al censimento del 2001 la popolazione di Nanauta assommava a 16.992 persone, delle quali 9.005 maschi e 7.987 femmine. I bambini di età inferiore o uguale ai sei anni assommavano a 3.080, dei quali 1.752 maschi e 1.328 femmine. Infine, coloro che erano in grado di saper almeno leggere e scrivere erano 8.883, dei quali 5.414 maschi e 3.469 femmine.